# Bentivolius Heinrich Marxen
Bentivolius Heinrich Marxen OFM (* 27. Oktober 1911 in Rees am Niederrhein als Heinrich Marxen; † 10. Januar 1995 in Mönchengladbach) war ein deutscher Franziskaner und Fluchthelfer während der Zeit des Nationalsozialismus.

## Leben und Wirken

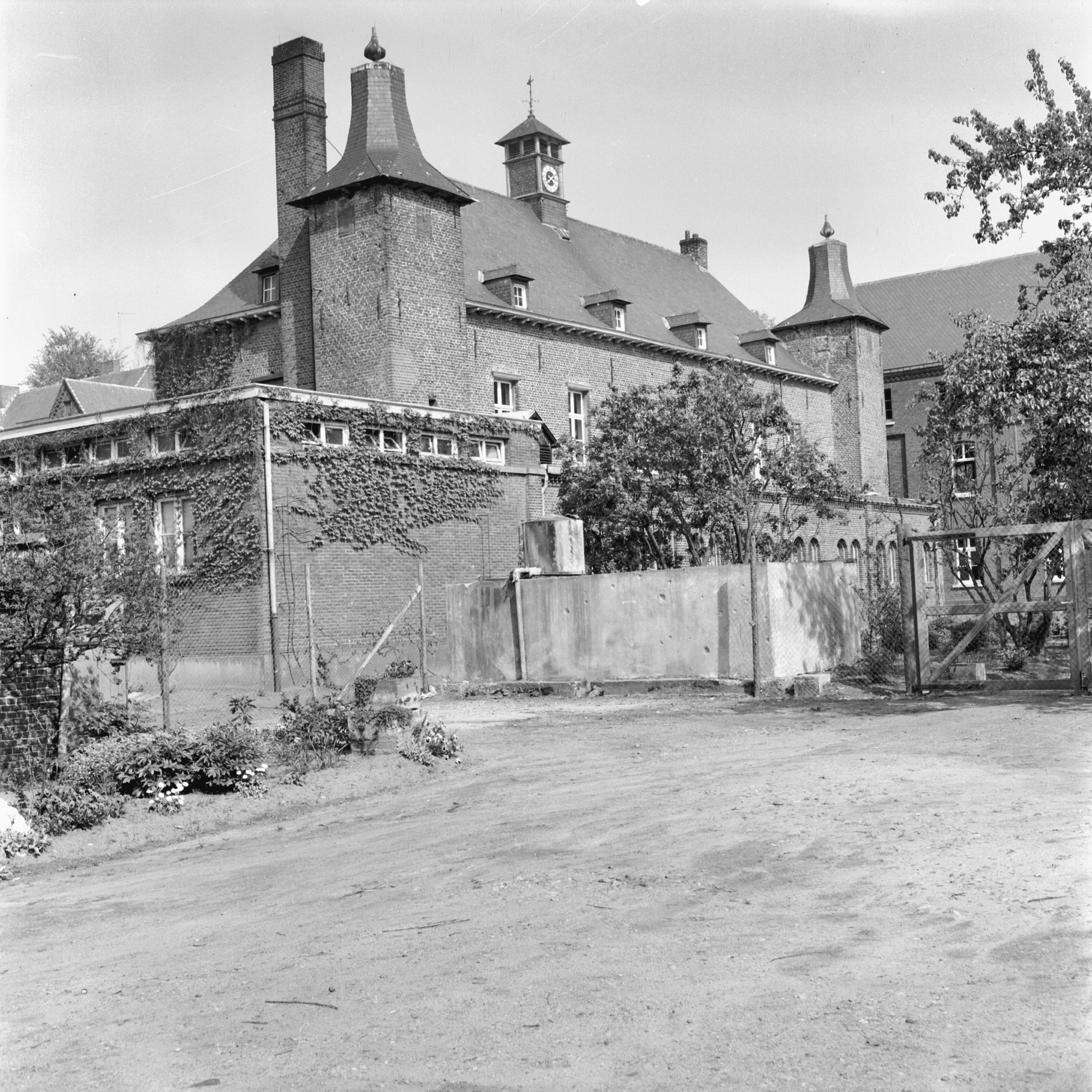
Schloss Exaten im Jahre 1965

Heinrich Marxen trat in die kölnische Provinz (Colonia) des Franziskanerordens ein und erhielt den Ordensnamen Bentivolius (der Wohlwollende), nach einem der ersten Brüder des Ordensgründers Franz von Assisi. Am 9. August 1936 wurde Bentivolius Marxen in der Klosterkirche St. Barbara in Mönchengladbach zum Priester geweiht. Anschließend war er Gymnasiallehrer in Exaten bei Roermond (Niederlande). Schloss Exaten wurde seit 1927 – wie das benachbarte Kolleg St. Ludwig in Vlodrop – von der Sächsischen Franziskanerprovinz Saxonia als Gymnasium mit Internat für deutsche Jungen genutzt, das die Anerkennung als deutsche Auslandsschule hatte. Mit der Wiedererrichtung der Kölnischen Franziskanerprovinz im April 1929 ging Exaten an diese Provinz über.
Marxen erlebte in dieser Zeit die Schikanen der Nationalsozialisten: Nachdem durch neue Pass- und Devisenbestimmungen die Anzahl der Schüler stark gesunken war, entzogen sie am 19. August 1938 der Schule auf Schloss Exaten und den anderen Schulen, die von Ordensleuten in den Niederlanden betrieben wurden, die Anerkennung als deutsche Auslandsschule. Er organisierte unter Lebensgefahr die Überbringung illegaler Post seines Ordens zwischen den Niederlanden und Deutschland. Er galt als entschiedener und aktiver Gegner der Nationalsozialisten und überzeugter Antimilitarist.
Am Ende der 1930er-Jahre wurde Marxen ins Franziskanerkloster Moresnet versetzt. Dieser Ort gehört zu den altbelgischen Gemeinden, die bis zum Einmarsch der Wehrmacht am 10. Mai 1940 (wie auch wieder nach der Befreiung am  12. September 1944) zu Belgien gehörten. Von 1941 bis 1945 war er dort Wallfahrtsseelsorger. Als solcher betreute er unter anderem die Menschen, die mit den wöchentlichen Prozessionen über den lokal so genannten Bittweg aus Aachen kamen, darunter auch aus der Kriegsgefangenschaft entflohene Franzosen und Wallonen, auf ihrem Weg nach Belgien und eventuell weiter. Pater Bentivolius war so, wie auch andere katholische Akteure der Gegend, Teil eines Netzwerks von Fluchthelfern (passeurs) von den altbelgischen Gemeinden über die neue Grenze.
Auch in der katholischen Jugendseelsorge in Moresnet-Chapelle engagierte sich Pater Bentivolius, indem er die örtliche Pfadfindergruppe Baden Powell betreute, die sich auf seine Veranlassung in der ehemaligen Einsiedelei Gordes-Klause treffen konnte.
Am 11. September 1944 flüchteten die letzten deutschen Soldaten aus Moresnet vor den sich nähernden Amerikanern. Sie forderten den Pater als reichsdeutschen Bürger ultimativ auf, mit ihnen zu kommen. Als er sich weigerte, sollte er standrechtlich erschossen werden. Eine Menschenmenge, die eine bedrohliche Haltung gegenüber diesen abziehenden Deutschen einnahm, konnte schließlich das Leben des Paters retten. Am nächsten Tag kam im Gefolge der US-Truppen eine Gruppe von „Freiheitskämpfern“ („Armée Blanche“) nach Moresnet. Sie fanden im Zimmer von Pater Bentivolius einen Luftschutzhelm mit Hakenkreuz. Daraufhin wollten sie ihn an derselben Stelle erschießen wie am Vortag die deutschen Soldaten. Diesmal rettete ihn ein Messdiener, der das Wirken des Paters in der Besatzungszeit überzeugend schildern konnte.
Bentivolius Marxen wurde 1947 Kaplan an der Franziskanerkirche Heilig Kreuz in Essen. Danach war er Exerzitienmeister auf dem Apollinarisberg in Remagen und später Guardian des Konvents in Essen. Ab 1959 arbeitete er als Schwestern- und Priesterseelsorger in der Eifel. Von 1962 bis 1992 war er Pfarrer der Pfarrgemeinde St. Gertrudis in Oedingen, ab 1968 zusätzlich auch in Unkelbach. Im November 1976 gründete er in Oedingen den Kirchenchor St. Gertrudis Oedingen.
Marxen ging 1992 in den Ruhestand, den er wieder in Moresnet-Chapelle verbrachte. Er starb in Mönchengladbach. Auf dem Franziskanerfriedhof in Moresnet-Chapelle, hinter dem Altar am Calvaire (Kreuzweg), liegt er im 2. Grab begraben. Ein Foto von Marxen findet sich in einem Artikel über diesen Friedhof.

## Ehrungen
Die Pater-Bentivolius-Marxen-Straße in Oedingen trägt seinen Namen.

## Veröffentlichungen
- Während seiner ersten Zeit in Moresnet schrieb er Frère François (Bruder Franziskus), inspiriert vom französischen Philosophen Joseph Folliet (1903–1972) und dessen Werk „La spiritualité de la route“ (Spiritualität unterwegs).[5]
- Die alte Pfarrkirche St. Gertrud in Remagen-Oedingen. In: Heimatjahrbuch Kreis Ahrweiler, Jg. 1990, S. 64 (online).
- Ein weiterer Beitrag zur Lokalgeschichte ist seine Übersetzung des Herigarius-Testaments, Beilage zum Gertrudis-Boten vom Juni 1987[11]